# 1981 사모아 내셔널 리그
1981 사모아 내셔널 리그는 사모아 내셔널 리그의 세 번째 시즌으로, 바이바세-타이와 SCOPA가 공동 우승을 기록했다. 또한 이는 바이바세-타이의 3연속 우승이기도 하다.